# Le Chillou
Le Chillou é uma comuna francesa na região administrativa da Nova Aquitânia, no departamento de Deux-Sèvres. Estende-se por uma área de 5,12 km². Em 2010 a comuna tinha 164 habitantes (densidade: 32 hab./km²).